# Karel Sedláček
Karel Sedláček (* 17. Februar 1979 in Náchod) ist ein tschechischer Dartspieler.

## Karriere
Karel Sedláček begann seine Karriere 2007 bei der British Darts Organisation. Seine erste Finalteilnahme gelang ihm 2011 bei den Carinthian Open, wo er gegen Rowby-John Rodriguez aus Österreich unterlag. 2013 scheiterte er bei den Romanian Open im Halbfinale am Niederländer Ron Meulenkamp. Ein paar Wochen später nahm er bei World Masters teil und konnte sich erfolgreich für die BDO World Darts Championship 2014 und die BDO World Trophy 2014 qualifizieren. Auch im Folgejahr nahm er an der BDO-Weltmeisterschaft teil. 2017 konnte Sedláček sich beim Qualifier einen Startplatz für den World Cup of Darts 2017 erspielen, wo er zusammen mit František Humpula sein Tschechien vertrat. Das Duo schied jedoch in der ersten Runde gegen die Niederländer aus. Ein Jahr später scheiterte er zusammen mit Roman Benecký erneut in der ersten Runde, dieses Mal gegen England. Über den East Europe Qualifier für die Dutch Darts Championship 2018 sicherte er sich erstmals einen Startplatz auf der European Darts Tour. Bei seinem Debüt unterlag er dem Iren William O’Connor mit 2:6. Es folgte der Turniersieg bei den Czech Open und die Qualifikation über den osteuropäischen Qualifier die PDC World Darts Championship 2019, wo er in Runde 1 gegen Keegan Brown verlor. Zu Beginn des Jahres 2019 konnte sich der Tscheche für den German Darts Grand Prix 2019 qualifizieren und konnte mit Siegen über den Brasilianer Diogo Portela und die beiden Engländer Ian White und Darren Webster, bis ins Viertelfinale vordringen, wo er gegen den Deutschen Max Hopp aus dem Turnier ausschied. Bei seiner dritten Teilnahme am World Cup of Darts 2019 trat er zusammen mit Pavel Jirkal, doch erneut verlor das tschechische Team in der ersten Runde. Bei der erstmaligen Austragung der Czech Darts Open 2019 in Prag besiegte er in Runde 1 den Nordiren Brendan Dolan im Decider, verlor jedoch in der nächsten Runde gegen Ian White. Ende 2019 nahm er zum ersten Mal bei Turnieren auf der Challenge Tour teil und erspielte sich bei der PDC Qualifying School in Hildesheim als erster Tscheche eine Tourkarte. Womit er direkt für die UK Open 2020 qualifizierte war und dort die dritte Runde erreichte. Beim World Cup of Darts 2020 in Salzburg trat Sedláček mit Adam Gawlas an, jedoch kamen die Tschechen erneut nicht über die erste Runde hinaus. Durch gute Ergebnisse bei den Players Championships 2020 konnte er sich auch für die Players Championship Finals 2020 qualifizieren, wo er in der ersten Runde den Polen Krzysztof Ratajski besiegen konnte. In der zweiten Runde gewann er knapp mit 6:5 gegen Madars Razma, bevor er gegen Mervyn King mit 5:10 verlor.
Sedláček qualifizierte sich über den PDPA Qualifier für die PDC World Darts Championship 2021. Hier konnte er eine 2:1-Führung gegen Ryan Joyce nicht nach Hause bringen.
Bei den UK Open 2021 gewann Sedláček mit 6:0 glatt gegen Rhys Griffin, schied dann aber mit 7:10 gegen Simon Whitlock aus. Eine weitere Major-Teilnahme blieb Sedláček jedoch verwehrt. Auf der PDC Pro Tour spielte sich Sedláček maximal ins Achtelfinale, woraufhin er seine Tourkarte verlor und bei der Q-School 2022 starten muss. Als ehemaliger Tour Card-Holder startete er dabei allerdings in der Final Stage. Er gewann seine Tourkarte jedoch nicht zurück.
Am 5. und 6. März 2022 wurden in Budapest vier East Europe Qualifier für die European Darts Tour 2022 ausgetragen. Sedláček gelang dabei das Kunststück, sich bei jedem einzelnen davon durchzusetzen und sich somit für die German Darts Championship, den German Darts Grand Prix, die Austrian Darts Open und die European Darts Open zu qualifizieren.
An dem Gewinn der Tour Card über die große Order of Merit scheiterte Sedláček knapp. Da er jedoch in der Challenge Tour Order of Merit Rang 7 belegt hat, durfte Sedláček bei der Q-School 2023 in der Final Stage starten. Hierbei sicherte er sich am vierten Tag die Tourkarte über die Rangliste. Daraufhin erreichte Sedláček bei den UK Open 2023 die fünfte Runde, wo er mit 5:10 gegen Joe Cullen verlor. Zuvor spielte er in der zweiten Runde bei seinem 6:1 gegen Michael Flynn mit 107,56 Punkten den höchsten 3-Dart-Average des Turniers. Es folgte ein Achtelfinale auf der European Tour bei den Czech Darts Open und ein Auftritt beim World Cup of Darts, der für Sedláček und Adam Gawlas überraschend in der Gruppenphase endete, nachdem die beiden gegen die Philippinen verloren. Bei den Poland Darts Masters scheiterte Sedláček in Runde eins an Michael van Gerwen. Abgesehen von dem Achtelfinale auf der European Tour blieb seine Pro Tour-Saison jedoch weitgehend erfolglos.
2024 begann für Sedláček nicht viel besser. Sein Auftaktmatch bei den UK Open verlor er gegen Robert Owen. In den darauffolgenden Monaten stand er jedoch zweimal im Achtelfinale bei den Players Championships 2024, was er später mit einem Halbfinale bei Turnier 16 und einem weiteren Achtelfinale im Oktober noch toppen konnte. Beim World Cup of Darts überstanden Sedláček und Adam Gawlas zunächst die Gruppenphase – trotz eines überraschend knappen Spiels gegen Bahrain. Im Achtelfinale unterlagen Sedláček und Gawlas jedoch mit 6:8 Jeffrey de Graaf und Oskar Lukasiak aus Schweden. Seine Leistungen bei den Players Championships bescherten Sedláček eine Qualifikation für die Players Championship Finals 2024, wo er jedoch in der ersten Runde gegen Ryan Joyce verlor. Außerdem schaffte Sedláček die Qualifikation zur PDC World Darts Championship 2025, blieb jedoch hier an seiner Auftakthürde Rhys Griffin mit 0:3 hängen. Somit stand Sedláček am Ende auf Rang 66 der PDC Order of Merit, was bedeutet, dass er seine Tour Card erneut verliert.

## Weltmeisterschaftsresultate

### BDO
- 2014: Vorrunde (1:3-Niederlage gegen  Paul Hogan)
- 2015: 1. Runde (1:3-Niederlage gegen  Glen Durrant)

### PDC
- 2019: 1. Runde (0:3-Niederlage gegen  Keegan Brown)
- 2021: 1. Runde (2:3-Niederlage gegen  Ryan Joyce)
- 2023: 2. Runde (2:3-Niederlage gegen  Dirk van Duijvenbode)
- 2025: 1. Runde (0:3-Niederlage gegen  Rhys Griffin)

## Turnierergebnisse
| Turnier                                    | 2013                       | 2014                       | 2015                       | 2016                       | 2017                           | 2018                           | 2019                           | 2020                           | 2021                           | 2022                           | 2023                           | 2024                           | 2025                           |
| ------------------------------------------ | -------------------------- | -------------------------- | -------------------------- | -------------------------- | ------------------------------ | ------------------------------ | ------------------------------ | ------------------------------ | ------------------------------ | ------------------------------ | ------------------------------ | ------------------------------ | ------------------------------ |
| BDO-Major-Turniere                         |                            |                            |                            |                            |                                |                                |                                |                                |                                |                                |                                |                                |                                |
| Weltmeisterschaft                          | n/q                        | VR                         | 1R                         | n/q                        | nicht teilgenommen             | nicht teilgenommen             | nicht teilgenommen             | nicht teilgenommen             | Verband insolvent              | Verband insolvent              | Verband insolvent              | Verband insolvent              | Verband insolvent              |
| World Trophy                               | n/a                        | AF                         | 1R                         | nicht teilgenommen         | nicht teilgenommen             | nicht teilgenommen             | nicht teilgenommen             | n/a                            | Verband insolvent              | Verband insolvent              | Verband insolvent              | Verband insolvent              | Verband insolvent              |
| World Masters                              | 2R                         | 1R                         | 1R                         | nicht teilgenommen         | nicht teilgenommen             | nicht teilgenommen             | nicht teilgenommen             | n/a                            | Verband insolvent              | Verband insolvent              | Verband insolvent              | Verband insolvent              | Verband insolvent              |
| WDF-Platin-/Major-Turniere                 |                            |                            |                            |                            |                                |                                |                                |                                |                                |                                |                                |                                |                                |
| WDF Europe Cup                             | n/a                        | 1R                         | n/a                        | n/t                        | n/a                            | n/t                            | nicht ausgetragen              | nicht ausgetragen              | nicht ausgetragen              | n/t                            | n/a                            | n/t                            | n/a                            |
| PDC-Ranking-Turniere                       |                            |                            |                            |                            |                                |                                |                                |                                |                                |                                |                                |                                |                                |
| Weltmeisterschaft                          | nicht teilgenommen         | nicht teilgenommen         | nicht teilgenommen         | nicht teilgenommen         | nicht teilgenommen             | n/q                            | 1R                             | n/q                            | 1R                             | n/q                            | 2R                             | n/q                            | 1R                             |
| World Masters                              | nicht ausgetragen          | nicht ausgetragen          | nicht ausgetragen          | nicht ausgetragen          | nicht ausgetragen              | nicht ausgetragen              | nicht ausgetragen              | nicht ausgetragen              | nicht ausgetragen              | nicht ausgetragen              | nicht ausgetragen              | nicht ausgetragen              | VR                             |
| UK Open                                    | nicht teilgenommen         | nicht teilgenommen         | nicht teilgenommen         | nicht teilgenommen         | nicht teilgenommen             | n/t                            | n/q                            | 3R                             | 4R                             | n/q                            | 5R                             | 2R                             | 1R                             |
| European Championship                      | nicht teilgenommen         | nicht teilgenommen         | nicht teilgenommen         | nicht teilgenommen         | nicht teilgenommen             | nicht qualifiziert             | nicht qualifiziert             | nicht qualifiziert             | nicht qualifiziert             | 1R                             | n/q                            | n/q                            |                                |
| Players Championship Finals                | nicht teilgenommen         | nicht teilgenommen         | nicht teilgenommen         | nicht teilgenommen         | nicht teilgenommen             | n/q                            | n/q                            | AF                             | nicht qualifiziert             | nicht qualifiziert             | nicht qualifiziert             | 1R                             |                                |
| PDC-Turniere ohne Einfluss auf das Ranking |                            |                            |                            |                            |                                |                                |                                |                                |                                |                                |                                |                                |                                |
| World Cup of Darts                         | nicht teilgenommen         | nicht teilgenommen         | nicht teilgenommen         | nicht teilgenommen         | 1R                             | 1R                             | 1R                             | 1R                             | 1R                             | 1R                             | GP                             | AF                             | VF                             |
| Karrierestatistiken                        |                            |                            |                            |                            |                                |                                |                                |                                |                                |                                |                                |                                |                                |
| Jahresendplatzierung                       | unbekannt                  | unbekannt                  | 91                         | –                          | –                              | 180                            | 132                            | 88                             | 66                             | 82                             | 105                            | 68                             |                                |
| Verband                                    | British Darts Organisation | British Darts Organisation | British Darts Organisation | British Darts Organisation | Professional Darts Corporation | Professional Darts Corporation | Professional Darts Corporation | Professional Darts Corporation | Professional Darts Corporation | Professional Darts Corporation | Professional Darts Corporation | Professional Darts Corporation | Professional Darts Corporation |

| Legende zu den Turnierergebnissen | Legende zu den Turnierergebnissen | Legende zu den Turnierergebnissen | Legende zu den Turnierergebnissen | Legende zu den Turnierergebnissen | Legende zu den Turnierergebnissen | Legende zu den Turnierergebnissen | Legende zu den Turnierergebnissen | Legende zu den Turnierergebnissen | Legende zu den Turnierergebnissen |
| --------------------------------- | --------------------------------- | --------------------------------- | --------------------------------- | --------------------------------- | --------------------------------- | --------------------------------- | --------------------------------- | --------------------------------- | --------------------------------- |
| n/t                               | nicht teilgenommen                | n/q                               | nicht qualifiziert                | n/a                               | nicht ausgetragen                 | #R                                | Aus in jeweiliger Runde           | GP                                | Aus in der Gruppenphase           |
| AF                                | Achtelfinalist                    | VF                                | Viertelfinalist                   | HF                                | Halbfinalist                      | F                                 | Turnierfinalist                   | S                                 | Turniersieger                     |